# Luma chequen
Luma chequen là một loài thực vật có hoa trong Họ Đào kim nương. Loài này được (Molina) A.Gray mô tả khoa học đầu tiên năm 1854.